# Castillo de Bufalaranya
El castillo de Bufalaranya  es una fortificación situada en el municipio de Rosas, en la comarca catalana del Alto Ampurdán (provincia de Gerona, España), sobre un pequeño cerro cónico entre los hitos kilométricos 5 y 6 de la actual carretera de Rosas a Cadaqués, en el área conocida como Serrat de Can Berta.

## Historia
El castillo está documentado desde el siglo X, como posesión del monasterio de Sant Pere de Rodes. Hasta hace poco se pensaba que había sido abandonado ya en el siglo XI, pero recientes campañas arqueológicas han demostrado que estuvo en ocupación hasta el siglo XIV.
El castillo de Bufalaranya (nombre moderno) se identifica con el castillo de Pinna Nigra (Roca Negra) mencionado en documentos de finales del siglo X relativos a Sant Pere de Rodes y al castillo de Verdera, al término del cual pertenecía. Así aparece consignado en la importante donación del conde  Gausfredo I de Ampurias-Rosellón en el cenobio del año 974, en las confirmaciones papales del mismo 974 y del 990, y en el precepto Ratificatorio del rey franco Lotario del 982.
Desde esta colina, resguardado junto a los cerros inmediatos de la sierra de Rodes se domina la bahía de Rosas y parte de la llanura del Alto Ampurdán. Un orificio singular en el muro Este de la torre del homenaje permitía la comunicación visual con el monte del Pení, donde debía haber una instalación de vigilancia sobre la costa. Es posible que ésta fuera también la función, cuando menos original, del castillo.
Es posible que, como en el caso del castillo de Verdera, una reforma y ampliación posterior en la construcción original explique el cambio de nombre, documentado en el siglo XIV (castillo de Bufagranges), que en el siglo XVII ya se había convertido en Brufaganyes o Brufaganya y que acabó derivando en el siglo XIX, al nombre actual.

## Estructura

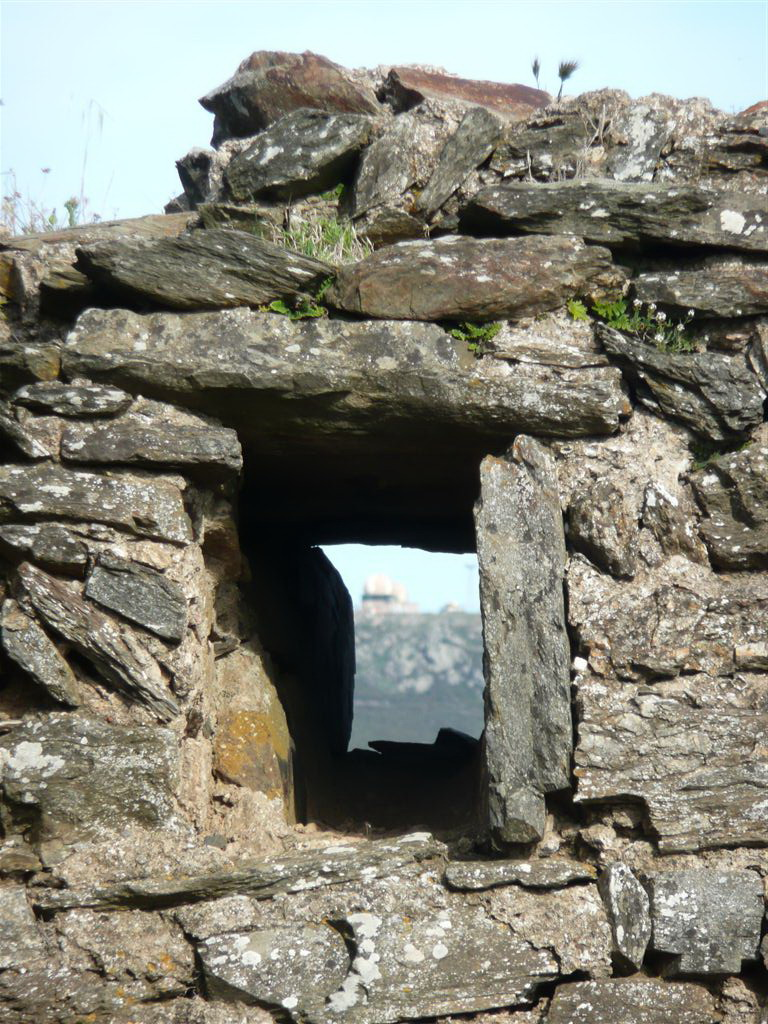
Punto de vigilancia sobre el Pení

Es un edificio de planta irregular, adaptada a desnivel del campamento, formado por dos planos escalonados que ocupan la parte superior de la colina.
El rellano más elevado, en el extremo Norte, se encuentra un edificio de planta rectangular (11 x 7 m), muros con ventanas saeteras de gran anchura (1,80 m) y, actualmente, de más de 3 m de altura. Este edificio, sin duda la torre del homenaje, tiene un aparato de losas de pizarra negra sin trabajar más o menos alineadas, en el que destaca una enorme hilada ornamental de opus spicatum. También tiene una pilastra rectangular en el centro, que había sostenido un techo de madera, los encajes aún son visibles en el muro lateral. En el muro este de esta torre se abre dicha vigía hacia el Pení. Al sur de este edificio se adosa otro también rectangular, pero más estrecho, del que perduran únicamente los cimientos. Al sur de este último se adosa aún otro de las mismas características. Este sector Norte es datable en los siglos IX-X.
El rellano más bajo estaba cerrado por una muralla que rodea todo el conjunto, también por la parte Norte. Esta muralla se encuentra peor conservada, tiene un paramento de piedras pequeñas, con pocas y descuidadas hiladas de opus spicatum, y probablemente fue hecha o reconstruida en época posterior. Los sectores de muralla mejor conservados son los que dan al Norte y al Este, en los que hay pequeñas ventanas situadas regularmente a dos niveles diferentes. Adosado al suroeste de este recinto amurallado hay otro estrecho edificio rectangular con una puerta abierta al Este. Al SE se distingue todavía otro espacio trapezoidal cerrado.
El recinto está protegido por el lado Norte, el más accesible del cerro, por un doble valle en parte cortado en la roca. La puerta está situada en la esquina SE de la muralla. El camino de entrada está flanqueado por muros con paramento de espiga.
Las recientes campañas arqueológicas han dejado al descubierto una gran parte de la torre del homenaje, estancias y sectores de muralla al sur y algunas puertas. El yacimiento está considerado de una importancia extraordinaria para la historia de las fortificaciones altomedievales en la comarca del Ampurdán.

## Protección
El castillo de Bufalaranya está afectado por las disposiciones españolas de protección del patrimonio histórico de 1949 y 1988, y como todos los castillos de Cataluña, catalogado como Bien Cultural de Interés Nacional a los efectos de la ley del Patrimonio Cultural catalán de 1993. Es Bien de Interés Cultural desde 1988.

## Galería de imágenes

Castillo de Bufalaranya
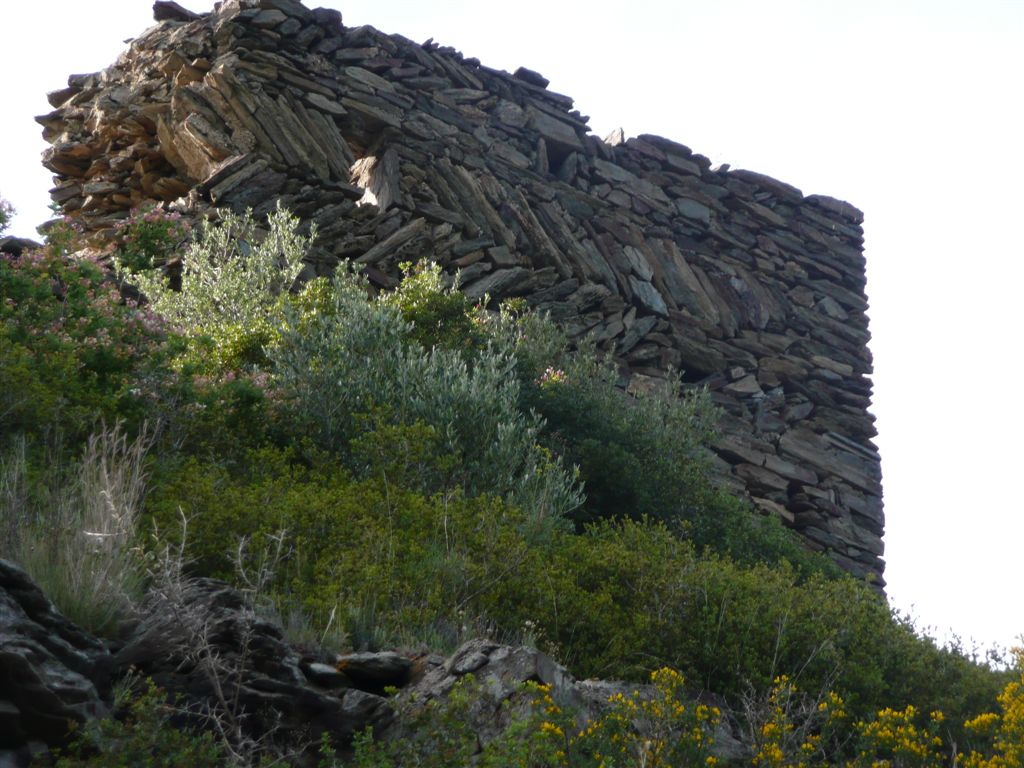
Torre con opus spicatum.
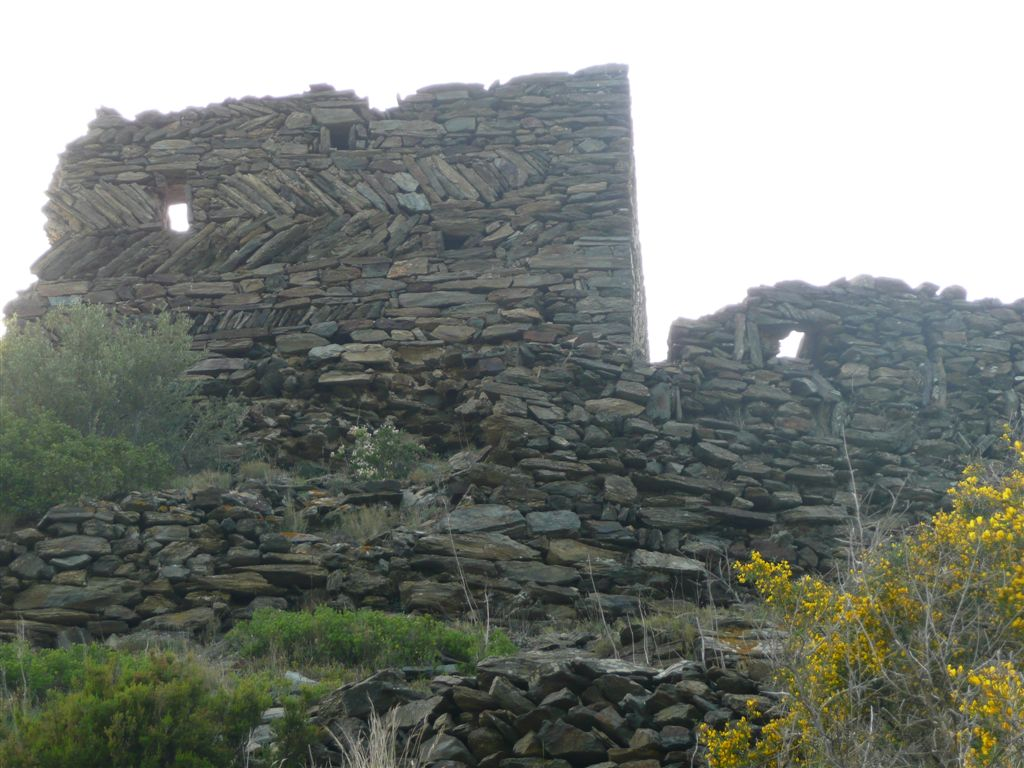
Torre y muralla Norte.
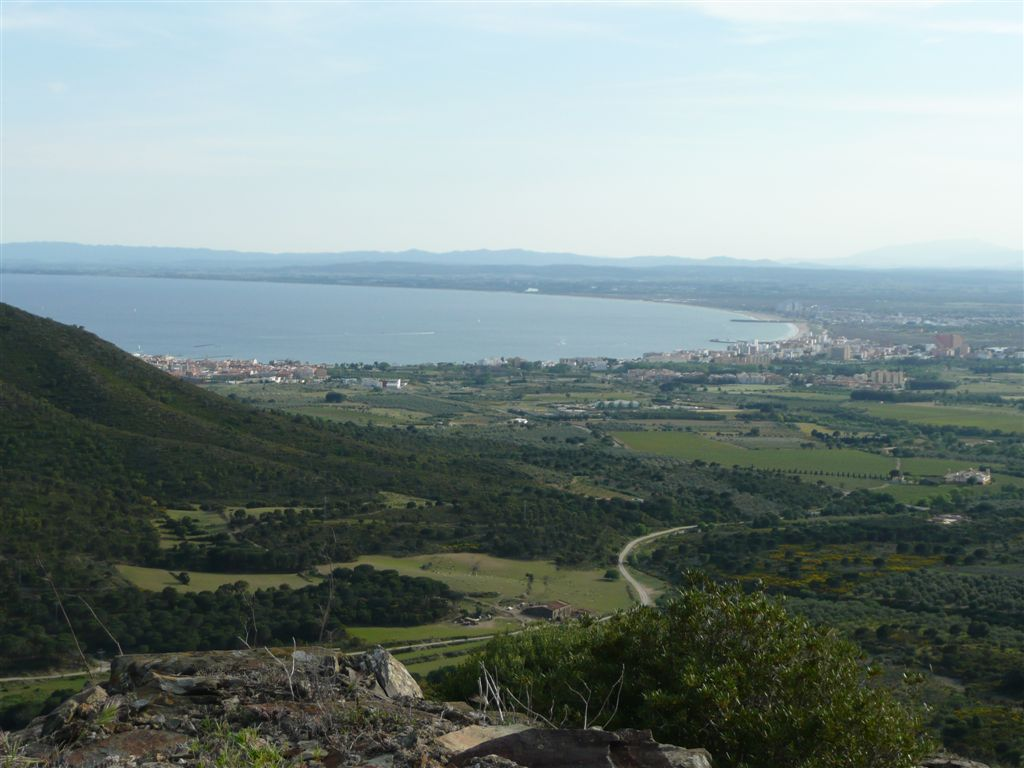
Vista al golfo de Rosas.
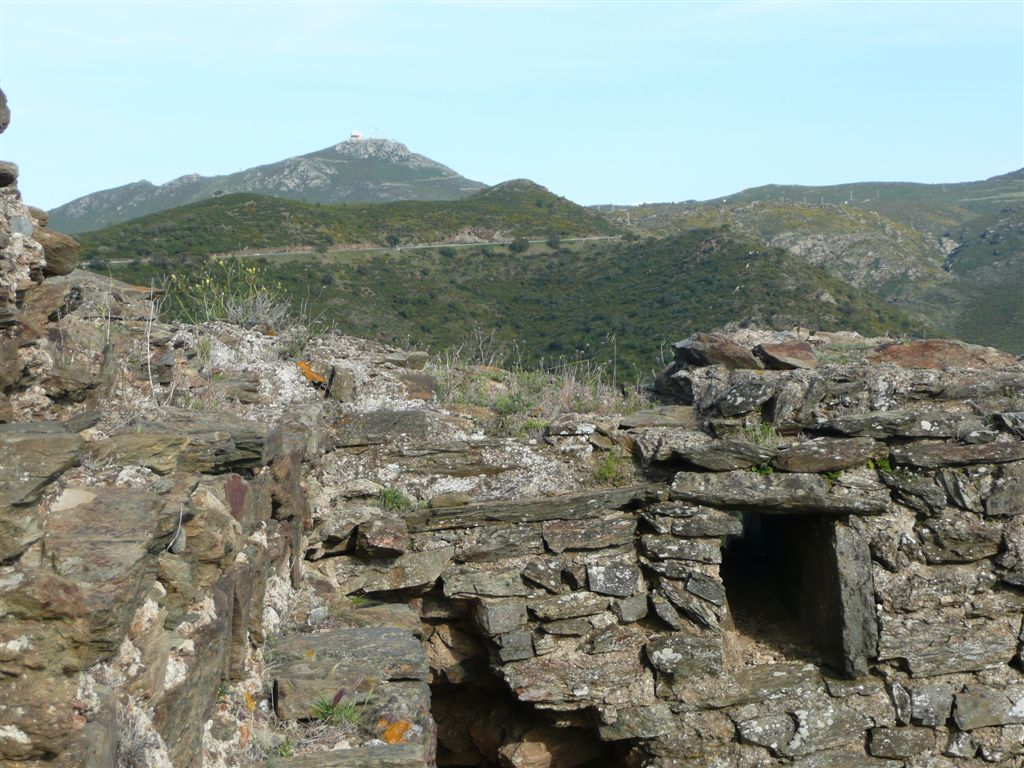
Vista al «Pení».
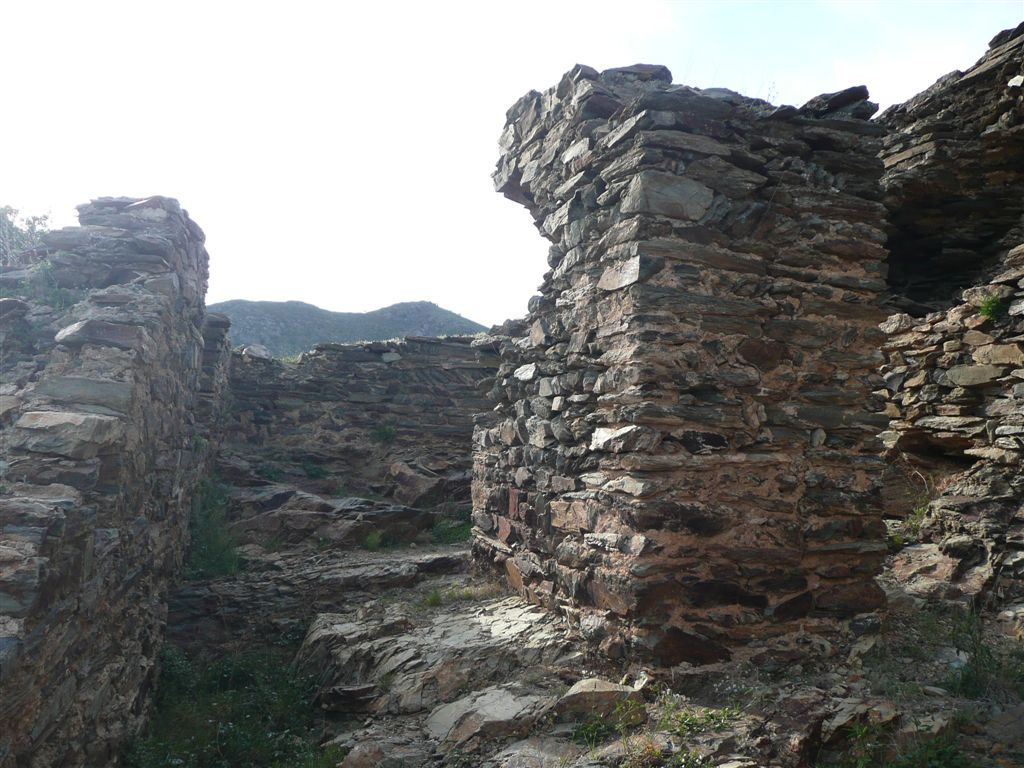
Pilastra.
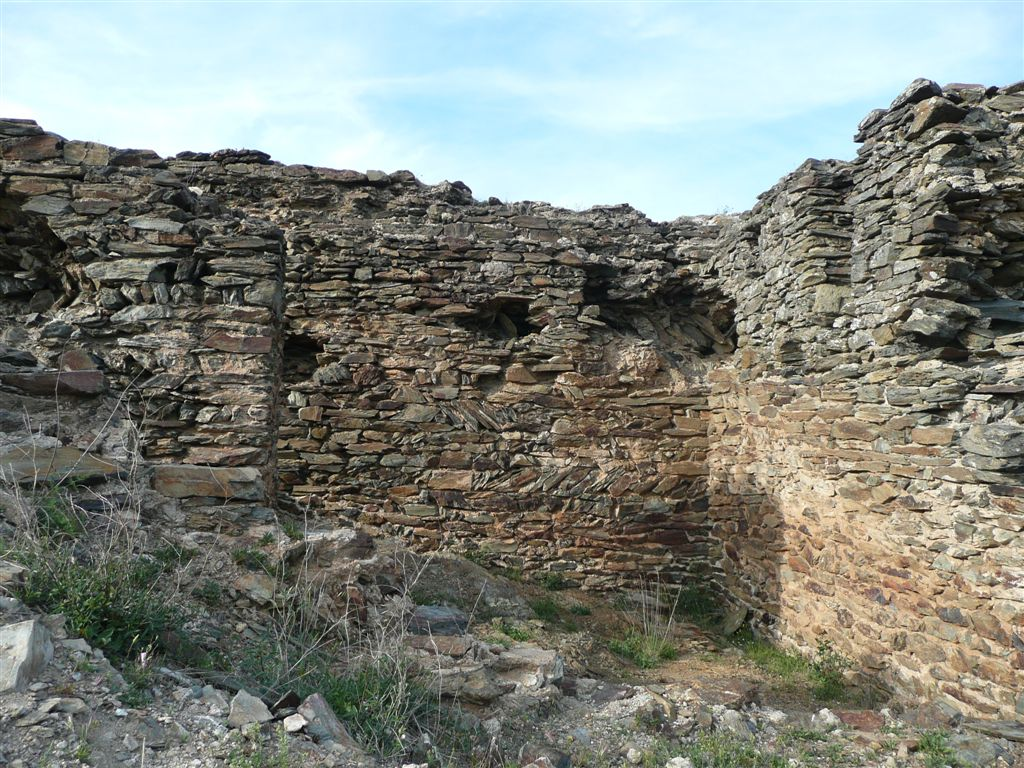
Interior de la torre.
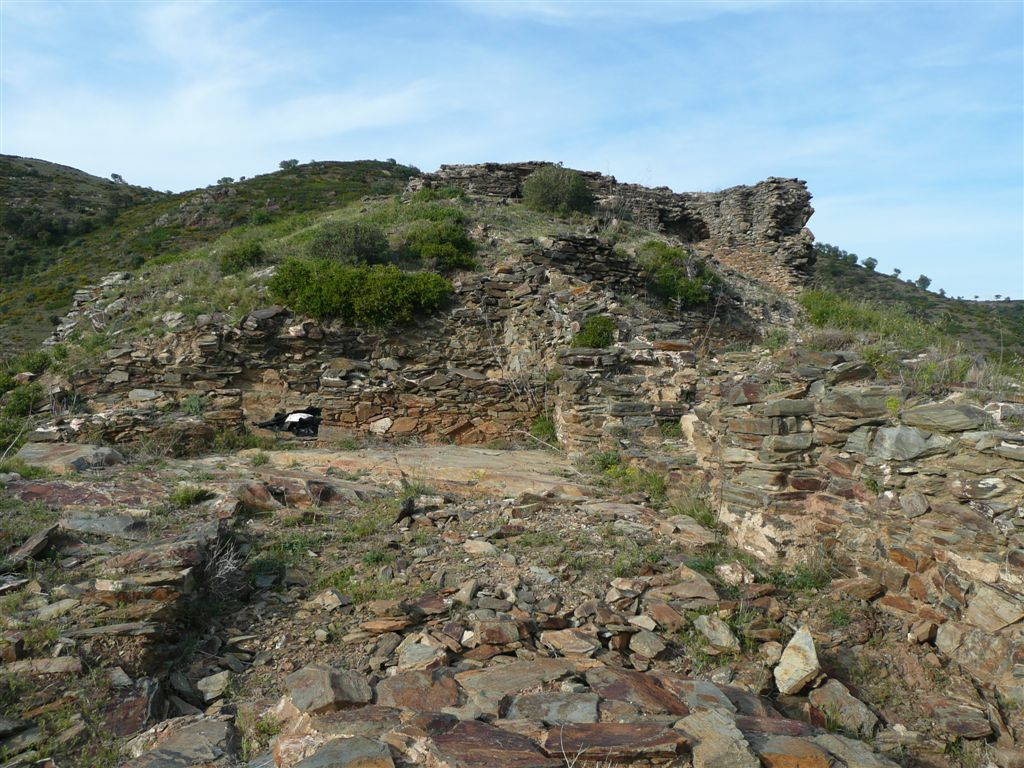
Conjunto desde el Sur.
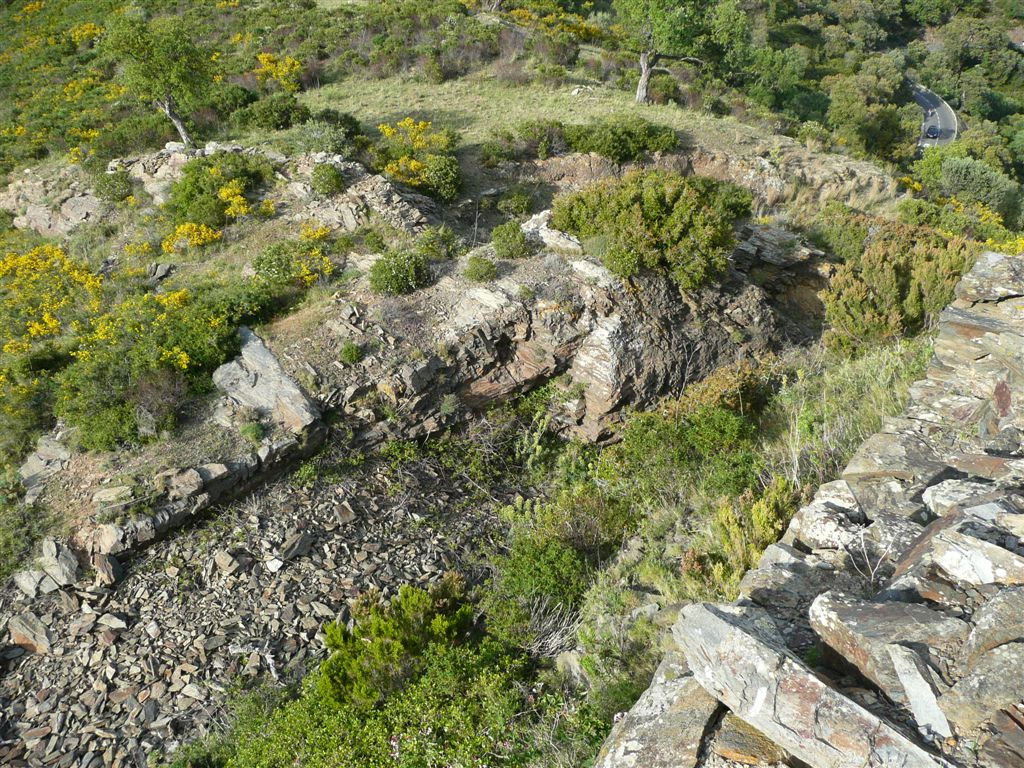
El doble valle.